# شیوه‌نامه برای نویسندگان پژوهش‌های دانشگاهی، پایان‌نامه‌ها و رساله‌ها
شیوه‌نامه برای نویسندگان پژوهش‌های دانشگاهی، پایان‌نامه‌ها و رساله‌ها (انگلیسی: A Manual for Writers of Research Papers, Theses, and Dissertations) شیوه‌نامه‌ای است برای نگارش پژوهش‌های دانشگاهی که توسط انتشارات دانشگاه شیکاگو منتشر شده‌است. این اثر به خاطر نام نویسنده‌اش کیت ال. ترابیان به شیوه‌نامه ترابیان مشهور است و گاهی به‌صورت کوتاه، شیوه‌نامه‌ای برای نویسندگان خوانده می‌شود. سبک نگارش آثار آکادمیک که در شیوه‌نامه توصیف شده است، اغلب به سبک ترابیان یا شیکاگو برمی‌گردد. هشتمین ویرایش این اثر در ۲۰۱۳ منتشر شده است که به ششمین ویراست شیوه‌نامه شیکاگو مرتبط است.